# Dinther
Dinther est un village situé dans la commune néerlandaise de Bernheze, dans la province du Brabant-Septentrional. Le 1er janvier 2009, le village comptait 4 818 habitants.
Dinther forme une seule agglomération avec Heeswijk ; les deux villages sont souvent cités sous le nom composé de Heeswijk-Dinther, qui a également été le nom de la commune regroupant les deux villages de 1969 à 1994. Avant 1969, Dinther était une commune indépendante.